# Fiordo

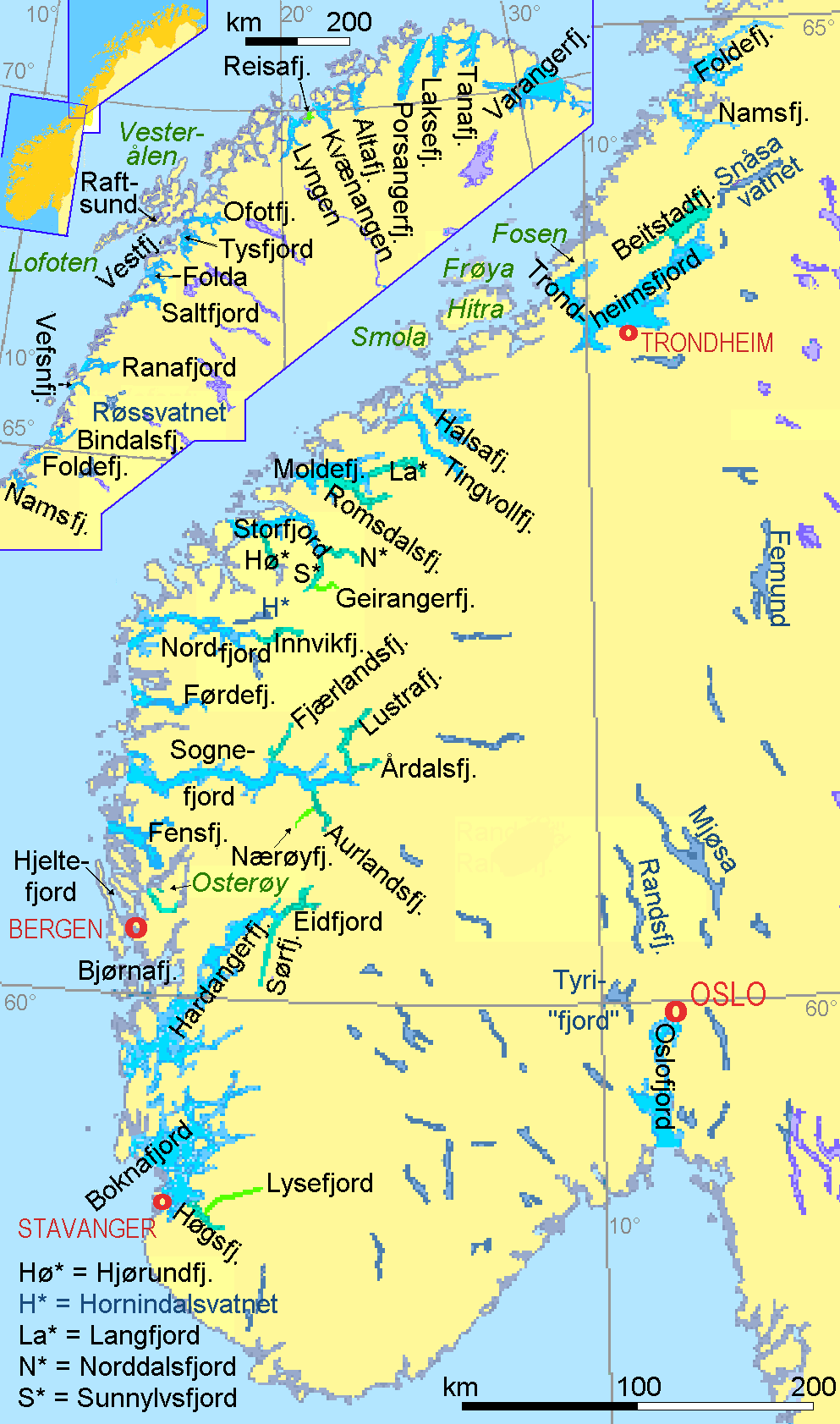
Fiordos y lagos más importantes de Noruega.

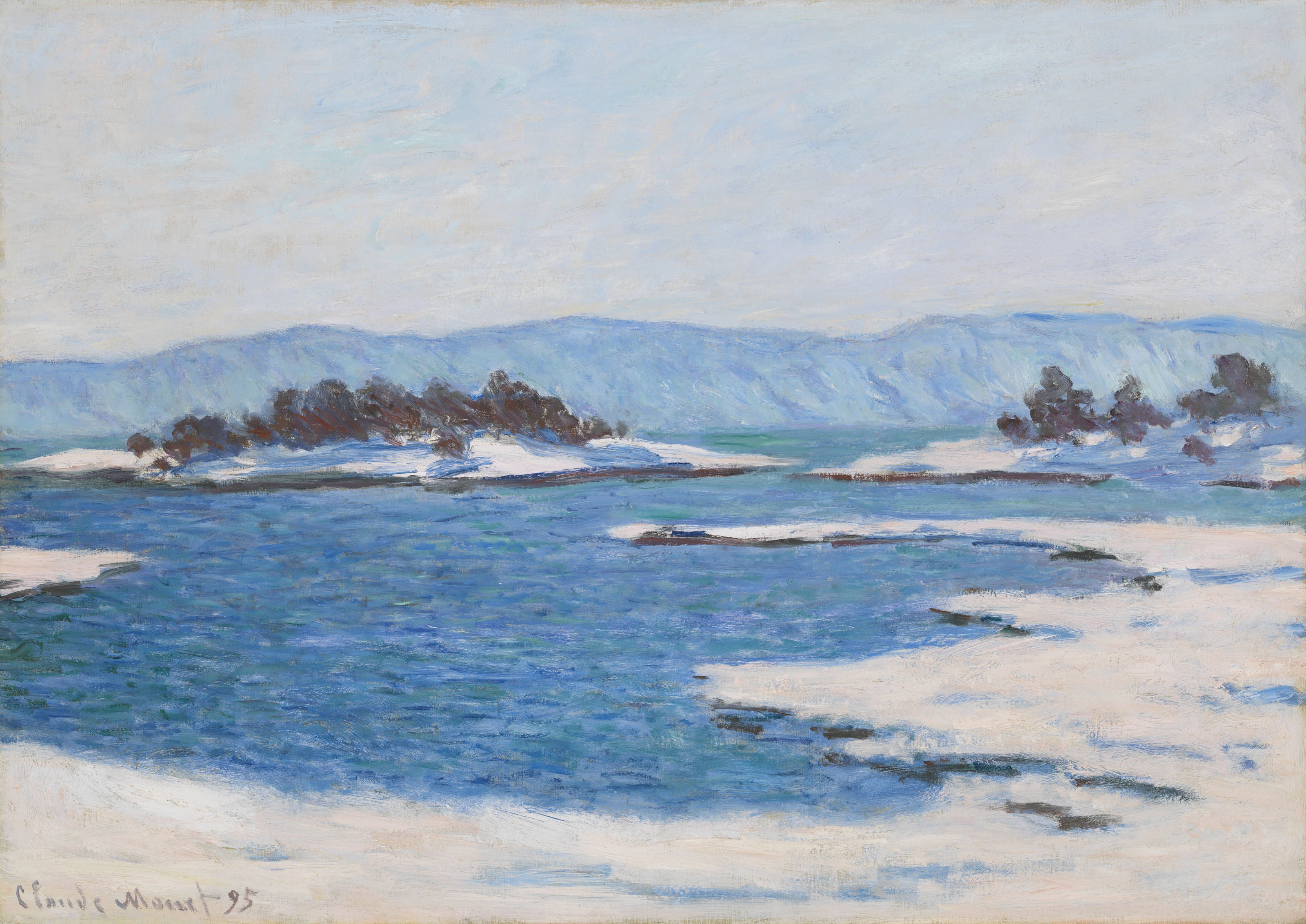
Fjord à Christiania, de Claude Monet (1895).

Un fiordo es una estrecha entrada costera de mar formada por la inundación de un valle excavado o parcialmente tallado por acción de glaciares. El agua al congelarse crea fracturas, formando un valle sumergido que presenta forma de U aunque la parte inferior no es visible, ya que está bajo el nivel del mar.
Los fiordos destacan por sus grandes profundidades con una construcción más superficial llamada «sill», que es generalmente un lecho rocoso expuesto. Algunos de los más profundos son el fiordo canal Messier, con 1270 m de profundidad en Chile y el fiordo de Sogn, de 1308 m de profundidad en Noruega. El fiordo Scoresby Sund, en Groenlandia, llega hasta los 1500 m de profundidad.  Las partes más profundas de los fiordos suelen ser las más adentradas en la costa mientras que la boca de los fiordos suele ser poco profunda. El ya mencionado fiordo de Sogne tiene, por ejemplo, una profundidad de tan solo 150-200 m en su boca.
Debido a que los fiordos se ubican en áreas antiguamente cubiertas por glaciares, ello determina que solo aparezcan en regiones de alta latitud, a partir de la latitud 50 en el hemisferio norte y a partir de la latitud 40 en el hemisferio sur. En concordancia con esto, presentan fiordos, por ejemplo, las costas de Noruega, Islandia, Groenlandia, Escocia, Nueva Zelanda; Alaska, en Estados Unidos; Columbia Británica en Canadá; Islas Kerguelen; Patagonia chilena; la Isla de los Estados y la zona inmediata a la Bahía Lapataia en Argentina; algunas islas del Ártico, y en La Antártida (especialmente en la Península Antártica). Se calcula que la costa noruega tiene 29 000 km de longitud con sus casi 1200 fiordos, pero sólo 2500 km si se excluyen los fiordos.

## Formación
Un verdadero fiordo se forma cuando un glaciar corta un valle en forma de U mediante la segregación del hielo y la abrasión del lecho de roca circundante. Según el modelo estándar, los glaciares se formaron en valles preglaciares con un fondo de valle de suave pendiente. El trabajo del glaciar dejó entonces un valle sobreprofundizado en forma de U que termina abruptamente en un extremo de valle o artesa. Estos valles son fiordos cuando los inunda el océano. Los umbrales sobre el nivel del mar crean lagos de agua dulce. El deshielo de los glaciares va acompañado de un rebote de la corteza terrestre a medida que se retira la carga de hielo y los sedimentos erosionados (también llamado isostasia o rebote glaciar). En algunos casos, este rebote es más rápido que el aumento del nivel del mar. 
La mayoría de los fiordos son más profundos que el mar adyacente; el fiordo de Sognefjord (Noruega) alcanza hasta 1.300 m por debajo del nivel del mar. Los fiordos suelen tener un umbral o un banco de arena (lecho de roca) en su desembocadura, causado por la reducida tasa de erosión del glaciar anterior y la morrena terminal. En muchos casos, este umbral provoca corrientes extremas y grandes rápidos de agua salada (véase skookumchuck). El Saltstraumen de Noruega se describe a menudo como la corriente de marea más fuerte del mundo. Estas características distinguen a los fiordos de las rías (por ejemplo, la bahía de Kotor), que son valles ahogados e inundados por la subida del mar. Drammensfjorden está cortado casi en dos por la "cresta" de Svelvik, una morrena arenosa que durante la capa de hielo se encontraba bajo el nivel del mar, pero que tras el rebote postglacial alcanza los 60 m por encima del fiordo.
Jens Esmark en el siglo XIX introdujo la teoría de que los fiordos son o han sido creados por glaciares y que grandes partes del norte de Europa habían estado cubiertas por hielo grueso en la prehistoria. Los umbrales en las bocas y la sobreprofundización de los fiordos en comparación con el océano son la evidencia más fuerte de origen glaciar, y estos umbrales son en su mayoría rocosos. Los umbrales están relacionados con sonidos y tierras bajas donde el hielo podría extenderse y por lo tanto tener menos fuerza erosiva. John Walter Gregory argumentó que los fiordos son de origen tectónico y que los glaciares tuvieron un papel insignificante en su formación. La opinión de Gregory fue rechazada por investigaciones y publicaciones posteriores. En el caso de Hardangerfjord, las fracturas de la plegamiento caledoniano han guiado la erosión de los glaciares, mientras que no existe una relación clara entre la dirección de Sognefjord y el patrón de plegamiento. Esta relación entre fracturas y dirección de los fiordos también se observa en Lyngen. Los ríos preglaciares, terciarios, presumiblemente erosionaron la superficie y crearon valles que más tarde guiaron el flujo glaciar y la erosión del lecho rocoso. Este puede haber sido el caso en Noruega occidental, donde el levantamiento terciario de la masa terrestre amplificó las fuerzas erosivas de los ríos.
La confluencia de fiordos tributarios provocó la excavación de las cuencas de los fiordos más profundos. Cerca de la misma costa, el glaciar típico del oeste de Noruega se extendió (presumiblemente a través de sonidos y valles bajos) y perdió su concentración y redujo el poder de erosión de los glaciares dejando umbrales de lecho rocoso. Bolstadfjorden tiene 160 metros (175 yd) de profundidad con un umbral de sólo 1,5 metros (1,6 yd), mientras que el 1300 metros (1421,7 yd) profundo Sognefjorden tiene un umbral alrededor de 100 a 200 metros (109,4 a 218,7 yd) de profundidad. Hardangerfjord está formado por varias cuencas separadas por umbrales: La cuenca más profunda Samlafjorden entre Jonaneset (Jondal) y Ålvik con un umbral distinto en Vikingneset en Kvam.

## Etimología
La palabra «fiordo» viene probablemente de la palabra noruega fjord, del mismo significado. La palabra noruega deriva del fjorðr del nórdico antiguo que, en su sentido original, se usaba para designar cuerpos de agua lacustres o parecidos a lagos que se podían usar para navegar. La palabra fjorðr, a su vez, proviene de la palabra proto-escandinava ferþuz. Esta última palabra está emparentada con las palabras fjärd del sueco, fjörður del islandés, ford del inglés, firth del escocés, furt del alemán, poros del griego y portus del latín, y de este último, el español puerto.

## Fiordos de agua dulce

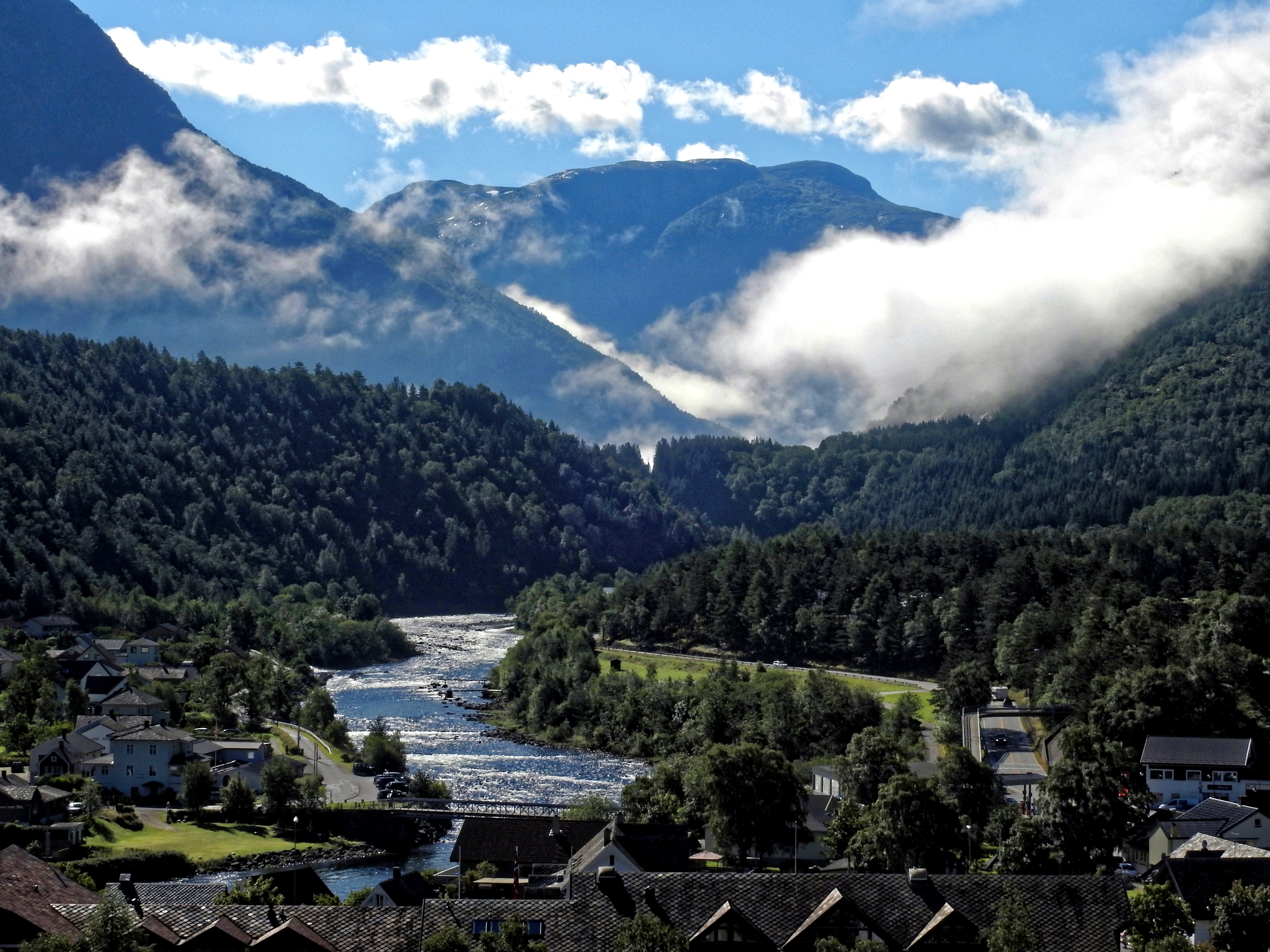
El pueblo de Eidfjord debajo de la terraza alta, el delta original de la edad de hielo. El río ha excavado un desfiladero a través de la terraza.

Algunos lagos de agua dulce noruegos que se han formado en largos valles tallados por glaciares con umbrales de láminas, deltas frente al hielo o morrenas terminales que bloquean la salida siguen la convención de nomenclatura noruega; con frecuencia se denominan fiordos. Los deltas del frente de hielo se desarrollaron cuando el frente de hielo estuvo relativamente estable durante mucho tiempo durante el derretimiento del escudo de hielo. El accidente geográfico resultante es un istmo entre el lago y el fiordo de agua salada, en noruego llamado «eid», como en el nombre del lugar Eidfjord o Nordfjordeid. El rebote posglacial transformó estos deltas en terrazas hasta el nivel del mar original. En Eidfjord, Eio ha excavado a través del delta original y ha dejado una terraza de 110 m mientras que el lago está solo a 19 m sobre el nivel del mar. Dichos depósitos son fuentes valiosas de materiales de construcción de alta calidad (arena y grava) para viviendas e infraestructura. El pueblo de Eidfjord se encuentra en el eid o istmo entre el lago Eidfjordvatnet y la rama Eidfjorden de Hardangerfjord. Nordfjordeid es el istmo con un pueblo entre el lago Hornindalsvatnet y Nordfjord. Los geólogos también denominan «lagos del valle de los fiordos» a estos lagos.
Uno de los más grandes de Noruega es Tyrifjorden a 63 m sobre el nivel del mar y una profundidad promedio de 97 m. La mayor parte del lago está bajo el nivel del mar. Los lugareños también se refieren al lago más grande de Noruega, Mjøsa, como «el fiordo». Otro ejemplo es el fiordo de agua dulce Movatnet (lago Mo) que hasta 1743 estaba separado de Romarheimsfjorden por un istmo y conectado por un río corto. Durante una inundación en noviembre de 1743, el lecho del río se erosionó y el agua del mar podría fluir hacia el lago durante la marea alta. Finalmente, Movatnet se convirtió en un fiordo de agua salada y pasó a llamarse Mofjorden. Al igual que los fiordos, los lagos de agua dulce suelen ser profundos. Por ejemplo Hornindalsvatnet tiene al menos 500 m de profundidad y el agua tarda un promedio de 16 años en fluir a través del lago. Estos lagos creados por la acción de los glaciares también se denominan lagos de fiordos o lagos con presas de morrena.
Algunos de estos lagos eran salados después de la edad de hielo, pero luego se separaron del océano durante el rebote posglacial. Al final de la edad de hielo, el este de Noruega estaba unos 200 m más abajo (el límite marino). Cuando la capa de hielo retrocedió y permitió que el océano llenara los valles y las tierras bajas, los lagos como Mjøsa y Tyrifjorden formaban parte del océano, mientras que el valle de Drammen era un fiordo angosto. En los tiempos de los Vikingos, Drammensfjord todavía estaba entre 4 o 5 m más alto que hoy y llegó a la ciudad de Hokksund, mientras que partes de lo que ahora es la ciudad de Drammen estaban bajo el agua. Después de la edad de hielo, el océano tenía unos 150 m en Notodden. El océano se extendía como un fiordo a través de Heddalsvatnet hasta llegar a Hjartdal. El rebote posglacial finalmente separó a Heddalsvatnet del océano y lo convirtió en un lago de agua dulce. En tiempos del neolítico, Heddalsvatnet era todavía un fiordo de agua salada conectado al océano, y fue aislado del océano alrededor del 1500 a. C.
Algunos peces de agua salada quedaron atrapados en lagos que originalmente formaban parte del fiordo salado y gradualmente se convirtieron en peces de agua dulce como la trucha ártica. Algunos fiordos de agua dulce como Slidrefjord están por encima del límite marino.
Al igual que los fiordos de agua dulce, la continuación de los fiordos en tierra se denota de la misma manera como "valles de fiordos". Por ejemplo Flåmsdal (valle Flåm) y Måbødalen.

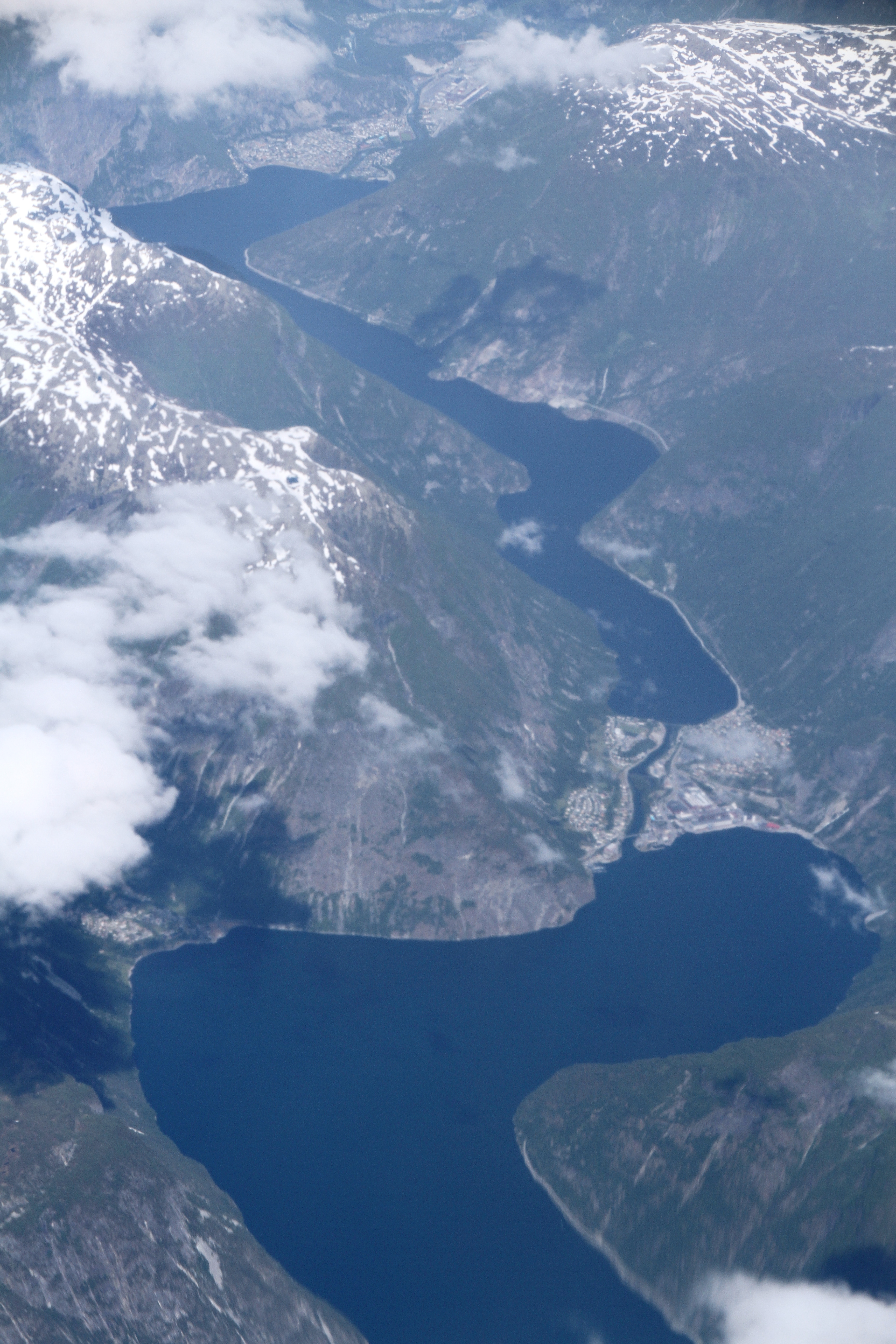
El pueblo de Årdalstangen en el pequeño istmo entre el lago Årdalsvatnet (detrás) y la rama Årdalsfjorden de Sognefjorden (frente)

Fuera de Noruega, los tres brazos occidentales del Lago Te Anau de Nueva Zelanda se denominan Fiordo Norte, Fiordo Medio y Fiordo Sur. Otro «fiordo» de agua dulce en un lago más grande es el Western Brook Pond, en el Parque Nacional Gros Morne en Terranova; a menudo también se describe como un fiordo, pero en realidad es un lago de agua dulce aislado del mar, por lo que no es un fiordo en el sentido del término. Localmente se refieren a él como un «fiordo sin salida al mar». Estos lagos a veces se denominan «lagos de fiordo». El lago Okanagan fue el primer lago norteamericano en ser descrito así, en 1962. El lecho rocoso se ha erosionado hasta los 650 m por debajo del nivel del mar, que está 2000 m por debajo de la topografía regional circundante. Los lagos de fiordo son comunes en las praderas interiores de las Coast Mountains y la Cascade Range; los notables incluyen el Lago Chelan, el Lago Seton, el Lago Chilko y el Lago Atlin. El lago Kootenay, el lago Slocan y otros en la cuenca del río Columbia también son de naturaleza fiorda y creados por la glaciación de la misma manera. A lo largo de la Costa de la Columbia Británica, un lago-fiordo notable es el Lago Owikeno, que es una extensión de agua dulce de la Rivers Inlet. El lago Quesnel, ubicado en el centro de la Columbia Británica, se afirma que es el lago formado por fiordos más profundo de la Tierra.
En la Patagonia Argentina, grandes lagos están conformados por brazos de origen glaciar, que en su génesis, también son fiordos de agua dulce. El lago Argentino en la provincia de Santa Cruz, ostenta en sus profundos "brazos" varios glaciares famosos de Argentina, como el Perito Moreno. De todos modos, hay otros lagos patagónicos en dónde sus "brazos" suelen ser denominados (también) fiordos, como en el Lago Nahuel Huapi el fiordo Blest, y el de la Tristeza, y en el Lago Viedma el fiordo Moyano.

### Grandes Lagos
Una familia de fiordos de agua dulce son las bahías de los Grandes Lagos de América del Norte. Baie Fine está ubicada en la costa noroeste de la Georgian Bay del Lago Huron en Ontario, y la Huron Bay está ubicada en la costa sur del Lago Superior en Míchigan.